# Lovetsj (oblast)
Lovetsj (Bulgaars: Област Ловеч) is een oblast in het centrale noorden van Bulgarije. De hoofdstad is het gelijknamige Lovetsj en de oblast heeft 124.873 inwoners (2018).

## Bevolking
Op 31 december 2018 telde oblast Lovetsj 124.873 inwoners, waarvan 78.589 inwoners in acht verschillende steden en 46.284 inwoners verspreid over 102 pittoreske dorpjes op het platteland. De bevolking van Lovetsj is vooral na de val van het communisme in volle vaart aan het dalen.
| Lovetsj    | 64 662 | 63 337 | 70 477 | 75 236 | 73 017 | 69 423 | 62 165 | 49 738 | 43 242 |
| Trojan     | 39 701 | 41 752 | 45 962 | 47 231 | 45 338 | 41 284 | 37 345 | 32 399 | 28 743 |
| Teteven    | 20 751 | 24 888 | 26 315 | 26 661 | 26 863 | 25 952 | 23 768 | 21 307 | 19 113 |
| Loekovit   | 34 082 | 32 597 | 30 923 | 28 877 | 25 878 | 23 783 | 21 466 | 18 125 | 16 364 |
| Jablanitsa | 10 823 | 10 105 | 10 024 | 9 411  | 8 479  | 7 532  | 6 902  | 6 234  | 5 727  |
| Oegartsjin | 25 113 | 22 285 | 18 080 | 15 182 | 12 128 | 10 816 | 8 561  | 6 505  | 5 531  |
| Letnitsa   | 10 892 | 9 494  | 8 630  | 8 043  | 7 202  | 6 752  | 5 607  | 3 776  | 3 380  |
| Apriltsi   | 9 901  | 8 861  | 6 806  | 6 203  | 5 363  | 4 720  | 4 137  | 3 338  | 2 771  |

Lovetsj heeft een laag geboortecijfer en een hoog sterftecijfer. In 2016 werden er 964 kinderen geboren (7,4‰), terwijl er ruim 2½ keer meer mensen stierven, namelijk zo’n 2510 sterftegevallen in totaal (19,3‰). De natuurlijke bevolkingsgroei was negatief en bedraagt −1546 personen (-11,9‰). Net als elders in Bulgarije is het geboorteoverschot in steden (−7,9‰) groter dan het geboorteoverschot op het platteland (−18,5‰).
Een vrouw krijgt gemiddeld 1,66 kinderen gedurende haar leven. Vrouwen op het platteland zijn vruchtbaarder (1,75 kinderen per vrouw) vergeleken met de vrouwen in steden (1,61 kinderen per vrouw).

#### Etnische samenstelling
In 2011 bestond ongeveer 90,9% van de bevolking uit etnische Bulgaren. De Roma vormen 4,4% van de bevolking en daarmee de tweede bevolkingsgroep. De grootste concentratie van  Roma in oblast Lovetsj is te vinden in de gemeenten Loekovit (16,6%) en Jablanitsa (16,3%). De Bulgaarse Turken vormen 3,3% van de bevolking van oblast Lovetsj. Het overgrote deel van de Turken woont in de stad Lovetsj en maken aldaar 5% van de bevolking uit, terwijl Turken in de gemeente Letnitsa zelfs 13,5% van de bevolking vormen. 
| Etnische samenstelling | Bulgaren | Turken | Roma  | Overig |
| oblast Lovetsj         | 90,9%    | 3,3%   | 4,4%  | 1,4%   |
| ---------------------- | -------- | ------ | ----- | ------ |
| Lovetsj                | 92,6%    | 5,0%   | 1,4%  | 1,0%   |
| Trojan                 | 95,3%    | 3,0%   | 1,2%  | 0,5%   |
| Teteven                | 93,2%    | 0,2%   | 3,3%  | 3,0%   |
| Loekovit               | 79,3%    | 3,1%   | 16,6% | 1,0%   |
| Jablanitsa             | 82,3%    | 0,5%   | 16,3% | 0,9%   |
| Oegartsjin             | 93,0%    | 1,9%   | 4,2%  | 0,9%   |
| Letnitsa               | 77,0%    | 13,5%  | 3,2%  | 6,3%   |
| Apriltsi               | 99,1%    | 0,5%   | 0,2%  | 0,2%   |

#### Religie
In de optionele volkstelling van 1 februari 2011 gaf zo’n 76,7% van de bevolking aan lid te zijn van de Bulgaars-Orthodoxe Kerk. Een kleine 3% is moslim. Ongeveer 1,2% behoort tot het protestantisme. De rest van de bevolking is niet-religieus of heeft niet gereageerd op de volkstelling.
In 2001 was nog 86,4% orthodox, 6,2% moslim en 0,5% protestants.

#### Leeftijdsstructuur
Lovetsj is een van de meest vergrijsde regio’s in Bulgarije. Op 31 december 2018 was ongeveer 26,8% van de bevolking 65 jaar of ouder.  Er leefden 18.300 kinderen tegenover ongeveer 39.100 gepensioneerden.

## Economie
Het gemiddeld jaarinkomen bedraagt 8674 Bulgaarse lev. Dat is ongeveer gelijk aan €4430. Bijna 27% van de beroepsbevolking is werkzaam in de landbouw.
Het aandeel in het BBP per sector: diensten (50%), industrie (31%) en landbouw (19%).
Ongeveer 7,8% van de beroepsbevolking is werkloos in 2016.

## Gemeenten
| - Apriltsi - Letnitsa - Lovetsj - Loekovit |  | - Oegartsjin - Teteven - Trojan - Jablanitsa |

Blagoevgrad · Boergas · Chaskovo · Dobritsj · Gabrovo · Jambol · Kjoestendil · Kardzjali · Lovetsj · Montana · Pazardzjik · Pernik · Pleven · Plovdiv · Razgrad · Roese · Silistra · Oblast Sofia · Sofia-Hoofdstad · Sjoemen · Sliven · Smoljan · Stara Zagora · Targovisjte · Varna · Veliko Tarnovo · Vidin · Vratsa